# Die Grille und der Maulwurf
Die Grille und der Maulwurf ist eine von Janosch gezeichnete und geschriebene Kindergeschichte. Sie basiert auf der Fabel Die Ameise und die Heuschrecke von Äsop.

## Handlung
Eine Grille tut den ganzen Sommer nichts, als auf ihrer Geige zu spielen. Als dann der Winter kommt, hat sie nichts zu essen und friert schrecklich. Sie macht sich auf die Suche nach einem Winterquartier. Sie fragt beim Hirschkäfer und bei der Maus nach, doch diese weisen sie aufgrund ihrer „nutzlosen“ Lebensweise ab. Als die Grille beim Maulwurf vorbeikommt, freut sich dieser, weil er gerne Geigenmusik hört. Er gewährt ihr Obdach für den Winter und sie macht sich neben Hausmusik auch durch kleine Hausarbeiten nützlich.

## Andere Medien
Das Buch wurde für die Serie Janoschs Traumstunde als Episode umgesetzt.